# Dracocephalum bullatum
Dracocephalum bullatum là một loài thực vật có hoa trong họ Hoa môi. Loài này được Forrest ex Diels mô tả khoa học đầu tiên năm 1912.